# Jour après jour (film, 1961)
Pour les articles homonymes, voir Jour après jour.
Pour plus de détails, voir Fiche technique et Distribution.
Jour après jour (Giorno per giorno, disperatamente) est un film italien réalisé par Alfredo Giannetti et sorti en 1961.

## Fiche technique
- Titre : Jour après jour
- Titre original : Giorno per giorno, disperatamente
- Réalisation : Alfredo Giannetti
- Scénario : Alfredo Giannetti
- Dialogues : Guido De Biase
- Photographie : Aiace Parolin (en)
- Montage : Ruggero Mastroianni
- Producteur : Franco Cristaldi
- Sociétés de production : Titanus et Vides Cinematografica
- Musique : Carlo Rustichelli
- Langue : Italien
- Genre : Drame ; Thriller
- Durée : 98 minutes
- Date de sortie : 
  - Italie : 30 novembre 1961
- Affiche : Macario Gómez Quibus (Espagne)

## Distribution
- Tomás Milián : Dario Dominici
- Nino Castelnuovo : Gabriele Dominici
- Madeleine Robinson : Tilde
- Tino Carraro : Pietro
- Franca Bettoja : Marcella
- Riccardo Garrone : docteur
- Mario Scaccia
- Jimmy il Fenomeno